# Десница великого мастера (роман)
«Десница великого мастера» (груз. დიდოსტატის კონსტანტინეს მარჯვენა) — исторический роман Константина Гамсахурдия. В основе романа лежит история строительства храма Светицховели. Главные герои — царь Георгий I и архитектор-строитель храма Константин Арсакидзе. Роман лёг в основу одноимённого фильма.

## Персонажи
- Георгий — царь Грузии
- Мариам — царица
- Константин Арсакидзе — архитектор
- Мелкиседек — католикос Грузии
- Звиад — спасалар
- Фарсман Перс — советник царя
- Талаква Колонкелидзе — восставший феодал
- Шорена — дочь Талаква Колонкелидзе

## История создания романа
Над романом писатель начал работать в 1938 году. Первые задумки сюжета упоминаются в киносценарии «Секреты Вардзии» в 1932 году. Роман начал печататься в журнале «Мнатоби», далее была издан с новеллами в сборнике «Твалта». Выход  тиража романа 31 марта 1939 года совпал с рождением сына (Звиад Гамсахурдия), которого назвали в честь персонажа из романа — спасалара Звиада.

## Отзывы
Сталин прочел роман за одну ночь и, разбудив Л. П. Берию, заявил: «Гамсахурдия отличный писатель, почему я не знал?».
Роман признан достижением в советской исторической прозе. Положительную оценку дал литературный критик Бесо Жгенти.
Были, однако, и отрицательные, критические отзывы на это произведение. В частности, журнал «Знамя» в № 9 от 1945 года опубликовал письмо Виктора Шкловского о романах «Десница великого мастера» и «Давид Агмашенебели». В нём он обвинял Гамсахурдия в том, что тот совсем не коснулся в своих романах отношений России и Грузии того времени, на что тот выдвинул ясный аргумент: не существует ни одного достоверного свидетельства о сношениях грузинских царей с Киевской Русью.
Замечания нашлись и у грузинского литературного критика Сандро Шаншиашвили, который высказывал сомнения относительно восстания пховельцев. Писатель ответил ему так: «Горцы всегда противились царской власти, которая пыталась централизовать власть страны», напомнив о восстании пховельцев во время правления царицы Тамары.
В наибольшей степени критика коснулась упоминания в романе десницы, изображенной на стене Светицховели, которая, согласно легенде, принадлежит Арсакидзе. Гамсахурдия отвечал на это следующим образом: 

Да, это так, но идея, которая лежит в основе романа, в легенде не упоминается. У меня было желание выказать правду о судьбе архитектора в стране тирана Георгия I. Если бы я следовал легенде, тогда получилась бы апология и воспевание Арсакидзе и царя Георгия I.

## Переводы
Осуществлены переводы на более чем десять языков.
На русский язык перевела Фатман Твалтвадзе. Еще при жизни писателя было 11 изданий на русском языке с общим тиражом в более чем 700 тыс. экземпляров.
В 1957 году переведен и издан на французском языке. Был переведен с русского.
В 1959 году была переведена на английский индийской супружеской парой — Шукрией и Шубхамай Грошем.
Также переведены и изданы на немецком (1969), армянском (1960), хинди, урду, китайском, осетинском, румынском(1962) языках.